# Суперкубок Испании по футболу 2006
Суперкубок Испании по футболу 2006 года (исп. 2006 Supercopa de España) — 21-й розыгрыш турнира, проводившийся каждый год, начиная с 1982 года.
Суперкубок Испании по футболу — ежегодный футбольный турнир, в котором встречаются чемпионы Ла Лиги и обладатели Кубка Испании предыдущего сезона. Состоит из двух матчей.
В этом розыгрыше встречались победитель чемпионата Испании сезона 2005/06 «Барселона» и обладатель Кубка Испании сезона 2005/06 «Эспаньол».
Первый матч состоялся 17 августа на Олимпийском стадионе в Барселоне и завершился победой сине-гранатовых со счетом 1:0.
Ответная игра состоялась 20 августа в Барселоне на стадионе Камп Ноу. «Барселона» победила со счётом 3:0.
По сумме двух встреч (4:0) победила и завоевала Суперкубок Испании по футболу команда «Барселона». Став победителем турнира в седьмой раз в своей истории.

## Первый матч

### Отчет о матче
| Эспаньол | 0:1 | Барселона |
| -------- | --- | --------- |
|          |     | Жюли 43′  |

## Второй матч

### Отчет о матче
| Барселона               | 3:0 | Эспаньол |
| ----------------------- | --- | -------- |
| Хави 2′ · Деку 12′, 62′ |     |          |